# Ralf Arnie

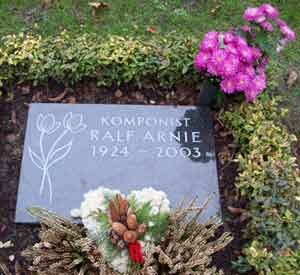
Die Grabstätte von Ralf Arnie auf dem Friedhof Ohlsdorf

Ralf Arnie,  bürgerlich Artur Niederbremer (* 14. Februar 1924 in Löhne, Westfalen; † 19. Januar 2003 in Hamburg), war ein deutscher Komponist, Liedtexter und Musikverleger.

## Leben
Nach dem Abitur 1942 am Freiherr-vom-Stein-Gymnasium in Bünde und Kriegseinsatz gehörte Arnie zu den 2800 in Schweden internierten Deutschen, die nach Kriegsende an die Sowjetunion ausgeliefert wurden. Er kehrte 1948 aus sowjetischer Kriegsgefangenschaft zurück und ließ sich in Hamburg nieder.
Arnie, der auch unter dem Pseudonym Dieter Rasch arbeitete, wurde zunächst Mitarbeiter der Musikverlage Sikorski und Ralph Maria Siegel. 1960 gründete er einen eigenen Verlag unter seinem Namen.
Arnie komponierte und textete über 1000 Lieder für nahezu alle namhaften Schlagersänger der 1950er bis 1980er Jahre. Er entdeckte und produzierte unter anderem Udo Lindenberg und Otto Waalkes.
Ralf Arnie lebte von 1952 bis zu seinem Tod in Hamburg-Harvestehude. Seine letzte Ruhestätte fand er auf dem Friedhof Ohlsdorf. Dort erinnert eine Grabplatte an den Schlagerkomponisten.

## Werke (Auswahl)
- Alle Frauen dieser Welt (für Gerhard Wendland), 1971
- Ansonsten, Herr Lutter, ist alles in Butter (Die 3 Travellers), 1951
- Bongo Cha-Cha-Cha (für Caterina Valente), 1958
- Die Bouzouki klang durch die Sommernacht (für Vicky Leandros), 1973
- Deine roten Lippen (für Gerd Böttcher), 1961
- Endlose Nächte (für Freddy Quinn), 1956
- Es gibt nie ein Goodbye (für Lili Ivanova), 1968
- Geh’ nicht vorbei (für Silvio Francesco), 1959
- Grünes Licht (für Vicky), 1967
- Heimweh (Dort wo die Blumen blüh’n) (für Freddy Quinn), 1956
- Ich hab’ die Liebe geseh’n (für Vicky Leandros), 1972
- In Ko-Ko-Kopenhagen (für Vivi Bach), 1961
- Kiddy Kiddy Kiss Me (für Rita Pavone & Paul Anka), 1964
- Messer, Gabel, Schere, Licht (für Vicky), 1965
- Monika (für Ulli Martin), 1971
- Ramona (für Die Blue Diamonds), 1963
- Rote Rosen vom Schwarzen Meer (für Lili Ivanova), 1968
- Schenk mir doch ein Bild von Dir (für Detlef Engel), 1962
- Schau ich zum Himmelszelt (für Caterina Valente), 1959
- Schön wie Mona Lisa (Wenn ich ein Maler wär’) (für Demis Roussos), 1975
- Solang die Sterne glüh’n (für Friedel Hensch und die Cyprys), 1958
- So schön wie du (für Trude Herr), 1960
- Der Sommer für uns zwei (für Nana Mouskouri), 1977
- Tulpen aus Amsterdam (für Mieke Telkamp), 1959
- Vom Winde verweht (für Wanda Jackson), 1968
- Was sind wir Menschen doch für Leute (für Alexandra), 1969